# Треугольник (художественная группа)
«Треугольник» (Художественно-психологическая группа «Треугольник») — объединение русских футуристов 1908—1910 годов, созданное по инициативе самодеятельного художника, военного врача, приват-доцента Военно-медицинской Академии Николая Ивановича Кульбина́ (1868—1917). Впервые выступила под названием «Треугольник. Художественно-психологическая группа» на выставке «Современные течения в искусстве», организованной Кульбиным в Петербурге при участии авангардистов группы «Венок» и художников более умеренных направлений в апреле-мае 1908 года. Название «Треугольник» было дано в соответствии с тремя основными цветами видимого спектра (жёлтый, синий, красный), и эмблемой группы стал знак ∆ — с жёлтой, синей и красной сторонами. На первой выставке в составе группы участвовали Н. И. Кульбин, Э. К. Спандиков, М. Э. Андерс, Л. Ф. Шмит-Рыжова, А. А. Николаев, Н. А. Фердинандов, Г. К. Бланк, Н. К. Калмаков, М. В. Дружинина, З. Я. Мостова, Л. Г. Мейстер, Т. Р. Лиандер, Э. И. Витоль, Н. Н. Гиппиус.
В марте 1909 года Кульбин организовал в Петербурге выставку своей группы под названием «Импрессионисты» и в дальнейшем использовал это же название для других выставок группы «Треугольник» (Вильна, осень 1909; Петербург, весна 1910 — обе выставки проводились совместно с группой «Венок»). Помимо Н. И. Кульбина в выставках «Импрессионисты» от группы «Треугольник» участвовали М. Э. Андерс, Л. И. Арионеско-Балльер, Л. П. Афанасьева, А. И. Балльер, В. Д. Баранов (Баранов-Россине), Г. К. Бланк, С. И. Бодуэн де Куртенэ, П. К. Ваулин, Е. П. Ващенко, М. Е. Вернер, Л. И. Герст-Рыжова, А. М. Городецкий (А. Гей), Б. Д. Григорьев, Е. Г. Гуро, Э. В. Детерс, А. Р. Дидерихс, А. А. Дуничев-Андреев, К. В. Дыдышко, Н. Н. Евреинов, К. И. Евсеев, М. Егоров, Н. К. Калмаков, В. В. Каменский, В. И. Козлинский, Н. И. Круковская, А. Е. Кручёных, Т. М. Кун, В. Н. Кучумов, К. П. Мазараки, М. В. Матюшин, Л. Г. Мейстер, Л. Я. Миттельман, З. Я. Мостова, В. И. Нечаев, А. А. Николаев, Е. К. Псковитинов, А. А. Рубцов, П. С. Рымша, Ю. И. Сабо, Е. Я. Сагайдачный, Н. М. Синягин, А. В. Скалон, Э. К. Спандиков, Ю. В. Шауб-Зефтинген, Н. И. Шестопалов, М. Д. Ширяев, И. С. Школьник, С. Я. Шлейфер, Л. Ф. Шмит-Рыжова, Н. А. Шмит и другие.
Кульбин был меценатом, живописцем, музыкантом, теоретиком театра, книжным иллюстратором, лектором и пропагандистом новых идей. Его называли «самой колоритной фигурой русского футуристического движения». В качестве живописца Кульбин участвовал в выставках объединения «Бубновый валет». С 1908 года читал публичные лекции о «свободном искусстве как основе жизни», опираясь на свои медицинские знания и соединяя их с новейшими изысканиями в области психологии искусства и мистической философии. Кульбин проповедовал идею «динамического развития мира» посредством творчества человека, который является «клеточкой живой земли» и с помощью поэзии и любви становится «цветом Вселенной». По воспоминаниям Д. Д. Бурлюка, «сумасшедший доктор» читал свои лекции «беспорядочно». Кульбин был участником многих выступлений русских футуристов, стал соучредителем артистического кабаре «Бродячая собака» (1911—1915). Несмотря на экстравагантность поведения и скандальные заявления, Н. И. Кульбин стремился «вписать» русское авангардное искусство в традицию «от иконописи через символизм Врубеля к футуризму», за что был «отлучён» своими же друзьями и назван «ретроградом».
В апреле 1909 года, сразу после закрытия выставки «Импрессионисты» группу покинули художники Гуро, Матюшин, Спандиков, Школьник, Шлейфер, недовольные деятельностью Кульбина, не согласные «с эклектичностью, декадентством и врубелизмом лидера»; в этом же году они стали организаторами «Союза молодёжи». После весенней выставки 1910 года деятельность группы «Треугольник» фактически прекратилась, и часть её бывших членов примкнула к «Союзу молодёжи». Однако в конце 1911 года приглашённый на Всероссийский съезд художников в Петербурге Н. И. Кульбин планировал провести в рамках съезда выставку «Треугольника» и привлечь на выставку В. В. Кандинского, но выставку организовать не удалось из-за отказа Академии художеств предоставить помещение. Кульбин выступил на съезде с докладами «Новые течения в искусстве» и «Гармония, диссонанс и тесные сочетания в искусстве», а также, с согласия Кандинского, зачитал его доклад «О духовном в искусстве». В 1912 году Кульбин участвовал в публичных диспутах о новом искусстве в Политехническом музее в Москве. В марте—апреле 1917 года Кульбин пытался воссоздать объединение «Импрессионисты — ∆», но безуспешно.